# David Cerrajería Rubio
David Cerrajería Rubio, més conegut com a Cerra, és un futbolista valencià, nascut el 4 de juny de 1983. Ocupa la posició de defensa.
Comença a destacar a les files de l'Alacant CF. El 2005 dona el salt al València CF, que l'incorpora al seu equip B. A la campanya 06/07 arriba a debutar a la màxima categoria amb els de Mestalla, tot jugant cinc partits.
La temporada 07/08 és cedit al Polideportivo Ejido, on juga 24 partits de la Segona Divisió. Sense continuïtat al València, el 2008 fitxa per l'altre gran equip de la ciutat, el Llevant UE. Amb l'equip granota hi suma 31 partits a la temporada 08/09.